# Hubert Pilčík
Hubert Pilčík (ur. 14 października 1891 w Novým Hrozenkovie, zm. 9 września 1951 w Pilźnie) – czeski (czechosłowacki) seryjny morderca, zabójca co najmniej pięciu osób, obok Ladislava Hojera najgroźniejszy czechosłowacki seryjny zabójca po II wojnie światowej.

## Życiorys
Seryjnym mordercą stał się w stosunkowo późnym wieku, u progu emerytury, a części mordów dokonał już jako emeryt. Pracował w kilku przedsiębiorstwach, a ostatnim z nich były zakłady Škody w Pilźnie, skąd odszedł na emeryturę i zamieszkał w miejscowości Senec. Miał żonę, Antoninę, która była o jedenaście lat młodsza od niego. Małżeństwo pozostało bezdzietne. Przez znajomych i sąsiadów był postrzegany jako przyjacielski, kontaktowy i skory do zabawy, także w lokalnych gospodach. Amatorsko zajmował się ornitologią, znał się na roślinach leczniczych, które rozprowadzał wśród mieszkańców, lubił wycieczki. Pół żartem podawał się za jedną z ocalałych ofiar katastrofy Titanica. Z racji swoich zainteresowań doskonale opanował topografię okolic Pilzna i rejonu Szumawy, gdzie znał wielu miejscowych miłośników ziołolecznictwa. Trudnił się też przeprowadzaniem ludzi przez szumawską granicę na Zachód, początkowo na małą skalę, ale z czasem coraz częściej i za większe sumy. Jego trzypokojowy dom był punktem przerzutowym, ale jednocześnie stał się miejscem rabunku i zabójstw.
Większa część jego zbrodniczej działalności nie jest w żaden sposób udokumentowana i tylko mała część mordów została mu udowodniona z braku dowodów. Wyjątek stanowił przypadek rodziny Balleyów.

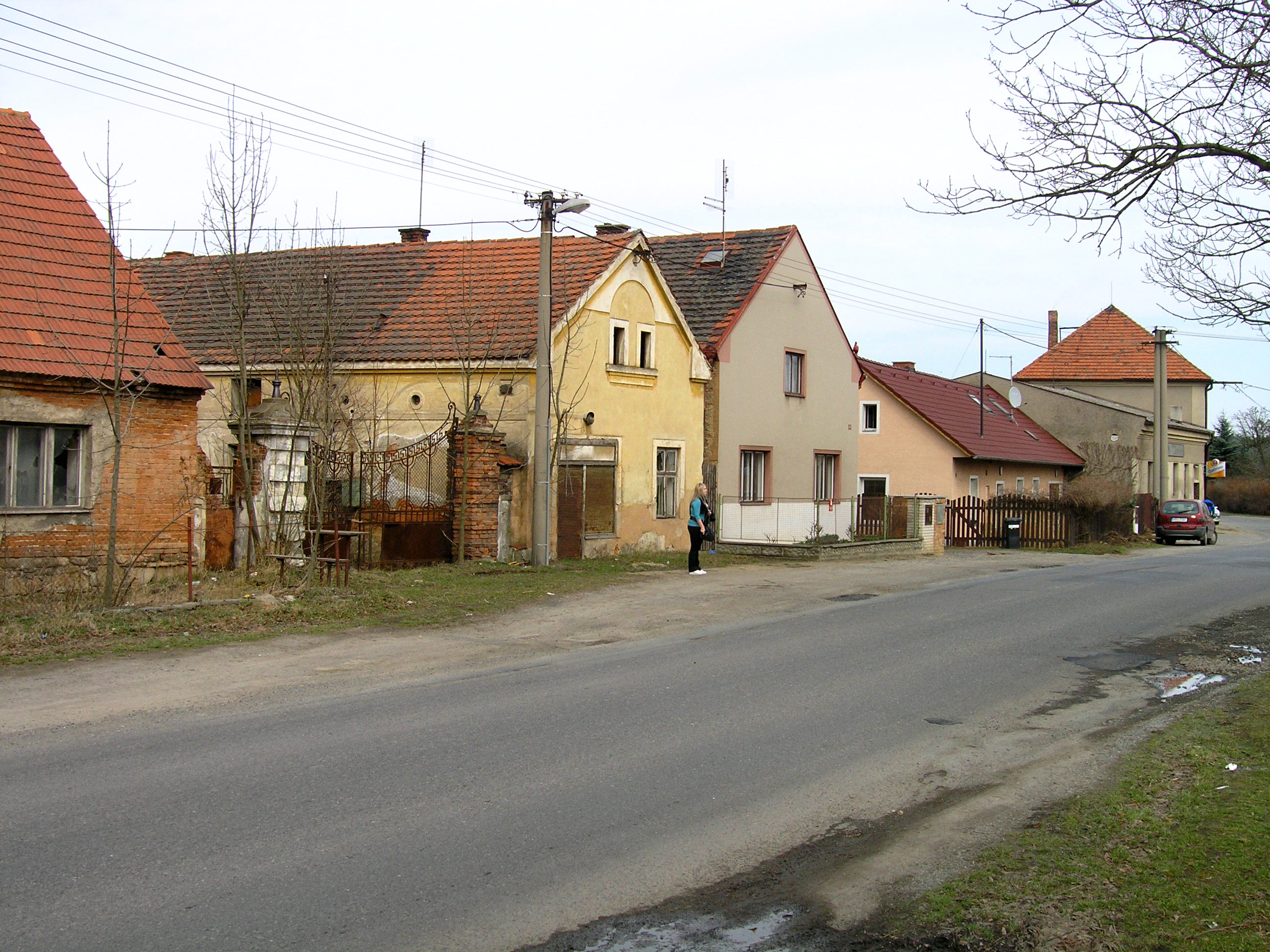
Zruč-Senec, wieś, w której mieszkali Pilčíkowie

Kupiec Emanuel Balley (ur. 1886) dorobił się majątku jeszcze w I Republice Czechosłowackiej i komunistyczny zamach stanu z 1948 wzmógł w nim obawy o dalsze możliwości funkcjonowania w kraju. Postanowił uciekać wraz z majątkiem na Zachód, gdzie miał wielu przyjaciół. Wraz z nim uchodzić postanowiła 31-letnia córka, Renata (fotografka). Pilčík co do zasady izolował od siebie potencjalne ofiary i tak samo uczynił w przypadku Balleyów. Pierwszy wyruszył Emanuel, który we wtorek 6 marca 1951 dotarł wraz ze swym przewodnikiem do gajówki Lipovka niedaleko Nekmířa. Podczas snu Pilčík wielokrotnie uderzył (najpierw w głowę) swoją ofiarę gumową pałką z jednej strony wykończoną metalem. Mimo tych razów Balley nadal pozostawał żywy, choć nieprzytomny, o czym morderca nie wiedział. Postanowił pozbyć się ciała. Znalazłszy dwie butle z olejem postanowił je spalić. Obłożył ciało słomą i sianem, oblał olejem i podpalił. Wkrótce zajęła się cała gajówka i ogień strawił ją wraz z większością zwłok. Pożar dostrzegli ludzie z okolicy i przybyli go gasić. Sprawcy zdarzenia już tam wówczas nie było, ponieważ wrócił do Seneca.
Po kilku dniach przybył do Pilzna, gdzie u swych krewnych oczekiwała na transport Renata wraz z dwunastoletnią siostrzenicą, Daną. Oświadczył, że ojciec jest już po drugiej stronie granicy i czas wyruszać w drogę. Podczas snu w seneckim domu, 17 marca 1951, ogłuszył ją gumową pałką, ale również w tym przypadku nie doszło do natychmiastowego zgonu. Pilčík wepchnął więc jej do ust chustę i udusił sznurem do bielizny. Ciało pozbawił ubrania, wywiózł do nieodległej kopalni piasku i pogrzebał na lewym boku w dość płytkiej mogile.
Również w kwietniu 1951 do swojego domu sprowadził dwunastoletnią Danę. Wmówił jej, że jej ciotka wraz z dziadkiem przeszli bezpiecznie do Bawarii, i że należy teraz czekać na dogodny moment, który coraz bardziej odwlekał. Ukrywał ją przed sąsiadami, pozwalał wychodzić tylko po zmroku. Udało mu się też namówić ją, by pisała uspokajające listy do rodzin osób, które przeprowadzić miał przez granicę. Kiedy jednak kazał jej napisać podobną korespondencję do własnej rodziny w Pilźnie, zaczęła podejrzewać, że sytuacja jest nietypowa. Pilčík postanowił wtedy zastosować radykalne rozwiązanie: zbudował z desek specjalne pudło (skrzynię) z otworem na szyję u dołu. Miało ono podwójne ściany wypełnione szmatami, celem wygłuszenia krzyków. Z przodu umieścił klapy (otwierane drzwiczki). Do oddychania służyła metalowa trąbka, którą dziewczyna musiała trzymać w ustach, by się nie udusić. Namówił ją do założenia pudła na głowę, a potem trwale zamocował je rzemieniami, którymi umocował ją również do desek w pasie. Dodatkowo związał jej kostki u nóg. W tym stanie ukrył dziewczynę w pomieszczeniu dla kóz na końcu ogrodu. W skrzyni musiała przebywać od dwunastu do szesnastu godzin na dobę przez około dwa miesiące (łącznie była u oprawcy przez cztery miesiące). Nie mogła się bronić przed myszami i robactwem obecnymi w pomieszczeniu, a także korzystać z toalety. Morderca gwałcił ją i wykorzystywał seksualnie w inny sposób. Mimo tego, po ostatecznym uwolnieniu przez policję, była zdolna do normalnego życia, założyła rodzinę i miała dzieci.
W początku lat 50. XX wieku nie istniały w Czechosłowacji żadne bazy danych osób przedostających się przez granicę z Niemcami i Austrią. Policja nie dysponowała żadną wiedzą o punkcie przerzutowym Pilčíka w Senecu. Sytuacja zmieniła się w momencie rozpoczęcia śledztwa w sprawie podpalenia gajówki Lipovka, zwłaszcza w obliczu odnalezionego, mocno spalonego ciała (pozostały resztki głowy, karku i pojedyncze inne części). Śledczy założyli podpalenie. Znaleziono też szkła okularowe, sprzączki od ubrania i fragment krawatu. Podczas badań resztek zwłok natrafiono na niespalony fragment skóry spomiędzy łopatek o wymiarach 7x7 cm, który był silnie owłosiony, co wskazywało na płeć męską ofiary. Dokładniejsze badania pozwoliły ustalić wiek mężczyzny na około 50 lat. Wymiary kości wskazywały, że miał około 170-175 cm wzrostu. Ustalono również ponad wszelką wątpliwość, że został spalony żywcem. Wszystkie te dane nie miały jednak większego znaczenia w obliczu faktu, że żadni świadkowie nie widzieli osób przy gajówce w dniu pożaru. Nie było też śladów wleczenia, a zatem zamordowany musiał przybyć do budynku na własnych nogach. 
W piątek 20 lipca 1951 grupa dzieci z Seneca przyszła pobawić się do miejscowej piaskowni i w trakcie kopania w piasku natrafiła na ludzką nogę. Rodzice zawiadomili milicję i następnego dnia przybyła ekipa kryminalistyczna z Pilzna. Błyskawicznie ustalono, że chodzi o zwłoki młodej kobiety, a wkrótce potem, że była ona ofiarą morderstwa i przeleżała w piasku od trzech do pięciu miesięcy. Badania uzębienia pozwoliły wykryć dwie złote korony i jedną z akolitu. Kwerenda w zakładach stomatologicznych przyniosła sukces. Jeden z pilzneńskich dentystów rozpoznał swoje dzieło i podał nazwisko Renaty Balley. Ustalono też szybko, że wraz z ojcem udała się ona do miejscowości Zruč-Senec. Nie znaleziono tu jednak żadnych śladów po członkach rodziny. Milicja trafiła jednak na sfingowane listy u rodziny w Pilźnie, pisane jakoby z zagranicy i w ten sposób nabyła pewności, że oba ciała należą do rodziny Balleyów. Oba śledztwa wówczas już powiązano.
W trakcie działań operacyjnych ujawniono m.in. ostatniego partnera Renaty, który przejściowo stał się nawet głównym podejrzanym. Podczas jednego z przesłuchań wspomniał jednak o pewnym wujku Renaty, który miał ją przeprowadzić przez granicę do Bawarii. Ani on, ani ciotka z Pilzna nie znali jego danych personalnych. Ciotka widziała w przeszłości jedynie jego dom, który rozpoznała podczas wizyty operacyjnej w Senecu. Po wejściu milicji doszło do konfrontacji, podczas której ciotka rozpoznała osobę, która miała przeprowadzić Renatę przez granicę i był to Pilčík.
Podejrzanego natychmiast aresztowano wraz z żoną, a w domu przeprowadzono przeszukanie. Na strychu odkryto broń, m.in. pistolet maszynowy i rewolwer. Oprócz tego w domu ujawniono liczne skrzynie z damską oraz męską odzieżą, biżuterią, bielizną, butami i pamiątkami, w tym należącymi do Renaty Balley, jak również skrzynię tortur, której działanie objaśniła sama ofiara (uwolniona Dana). Dalsze pudła z mieniem odkryto w oborze. W resztkach ogniska na ogrodzie zabezpieczono fragment dowodu osobistego jednej z ofiar. Łącznie ujawniono przedmioty należące bezsprzecznie do trzech osób, które zabójca pozbawił życia, jednak liczba zabezpieczonych rzeczy wskazywała na znacznie większą liczbę domniemanych ofiar. Pilčík nie przyznawał się do żadnych morderstw. Ostatecznie, po przedstawieniu oczywistych dowodów, przyznał się do zamordowania Emanuela i Renaty Balleyów. Oświadczył jednocześnie, że po wykryciu zwłok Renaty bał się ujęcia przez milicję i zamierzał 8 września 1951 zabić zarówno Danę, jak i własną żonę, celem eliminacji świadków, a następnie zbiec poza granice Czechosłowacji. 
Śledztwo stopniowo ujawniło sposób działania zabójcy. Osoby namówione do przekroczenia granicy zwabiał do jakiejś opuszczonej i samotnej posesji celem rzekomego pobrania opłaty i skontaktowania z kurierem. Tam zabijał ofiary i pozbawiał całego posiadanego mienia. Zabieranie zamordowanym wszystkiego co miały sprzyjało zacieraniu śladów. Na podstawie zabezpieczonych dowodów oskarżono Pilčíka o pięciokrotne zabójstwo na tle rabunkowym, podpalenie, nakłanianie do nielegalnego przekroczenia granicy państwowej, ograniczenie swobody, znęcanie się nad osobą zależną, niemoralne zachowania względem nieletnich, oszustwo i kradzież. 
Wkrótce po przyznaniu się do winy, w niedzielę 9 września 1951, zbrodniarz popełnił w swojej celi samobójstwo, wieszając się na dwóch połączonych ze sobą chustach. Po ciało nie zgłosił się żaden krewny i przekazano je na cele naukowe. Jego głowa w słoju jest do dziś przechowywana w pilzneńskim Urzędzie Medycyny Sądowej. Skrzynia na głowę Dany pozostaje natomiast eksponatem Muzeum Policji Republiki Czeskiej. 
Żona Pilčíka 12 marca 1952 została skazana za pomocnictwo w popełnieniu przestępstw. Konsekwencją było pozbawienie jej wolności na okres pięciu lat, utrata praw obywatelskich na dziesięć lat i przepadek całego majątku.

## Kultura
Dom Huberta Pilčíka i jego żony stał się przez pewien czas atrakcją wsi, która przyciągała ludzi nie tylko z Pilzna, ale i z innych części kraju. Na podstawie sprawy Pilčíka nakręcono szósty odcinek serialu Trzydzieści przypadków majora Zemana pod tytułem Bestia.